# Alexandre Leslie
Alexandre Leslie, comte de Ross (mort en 1402) est un noble écossais. Né entre  1367 et 1382, il est le fils de Walter Leslie, seigneur de Ross et d'Euphémie Ire de Ross. Vers  1394 il devient  comte de Ross et quelque temps avant 1398 il épouse Isabelle Stuart, fille de  Robert Stuart duc d'Albany. Ils ont une fille unique  Euphémie II. Il meurt à Dingwall, en Écosse le 8 mai 1402.

## Premières années
Alexandre Leslie est le fils de la comtesse Euphémie Ire de Ross  et de son époux, l'aventureux voyageur Walter Leslie, seigneur de Ross. La date de naissance exacte reste inconnue mais il doit naître entre 1367, l'année qui suit le mariage de ses parents, et 1382, l'année de la mort de son père, époque où il ne devait être qu'un jeune adolescent.

## Le Loup de Badenoch
Après 1382 sa mère, devenue une riche veuve, est remariée avec Alexandre Stuart, 1er comte de Buchan, surnommé le « Loup de Badenoch », fils du roi Robert II d'Écosse. Cette union est déterminante pour l'avenir de l'héritage du jeune Alexandre. Le mariage de 1382, arrangé par le roi Robert, permet le transfert du contrôle du  mormaerdom ou  comté de Ross et de la baronnie de Kingedward à l'est qui lui est liée, c'est-à-dire la moitié nord de l'ancien comté de Buchan, des mains d' Euphémie Ire à celles d'Alexander Stuart. Deux jours après, Alexandre est fait Comte de Buchan par le roi. Alexandre Stuart reçoit le contrôle du comté de Ross à titre viager (c'est-à-dire pour sa vie durant), et les  éventuels héritiers à naître de cette union devaient recevoir les titres des seigneuries de Skye, Lewis et des thanages de Dingwall, Deskford et Glendowachy et d'autres domaines en Écosse faisant partie du patrimoine d'Euphémie.
Ainsi, le jeune Alexandre Leslie, même s'il devait, éventuellement, obtenir le comté après la mort de Stuart, risquait fort de se retrouver avec un comté qui serait privé d'une grande partie de ses domaines les plus importants. Ces actes du roi Robert lui aliénèrent les puissants frères et sœurs Leslie-Lindsay, une famille des Lowlands qui était entrée dans les hautes sphères de la politique écossaise en tant que favorite  du roi David II d'Écosse. Le roi Robert avait également privé cette famille de l'exercice de la fonction de  Justiciar d'Écosse. Après novembre  1382, le chambellan, gendre et favori du roi Robert, John Lyon, thane (c'est-à-dire: toiseach) de Glamis, est assassiné par James Lindsay, seigneur de Crawford (en) , qui était à la tête de la lignée Leslie-Lindsay et un prétendant au titre de  comte de Buchan. En 1384, l'hostilité des Lindsay-Leslie et du clan Douglas contribuent à la prise du pouvoir par le fils du roi, Jean Stuart, comte de Carrick, qui devient Gardien du royaume (1384–88).
la lignée Leslie-Lindsay cherche à préserver les droits d'Alexandre Leslie dans le Ross. Toutefois ils se heurtent à des difficultés 
tant que  Buchan conserve sa position dominante dans le nord de l'Écosse. L'activité de Gardien de l'Écosse de Jean de Carrick et ensuite de son frère et successeur Robert Stuart, 1er duc d'Albany, comte de Fife et de Menteith (1388–93) est soutenue par le clan Leslie-Lindsay qui s'oppose avec eux au pouvoir de Buchan. Bien plus, l'épouse nominale de Buchan, Euphémie, elle-même se range dans le camp des Leslie-Lindsay. En 1389, Euphémie Ire, le comtesse de Ross, se plaint au Pape que son mariage avec Buchan est « sans signification », et que ce dernier vit en fait en permanence avec sa maîtresse, Mairead inghean Eachann. le Pape Clément V annule leur union en 1392 et ordonne la restitution à la comtesse de ses domaines. Avec l'appui puissant du Gardien Robert de Fife, Euphémie et son fils sont alors rétablis dans leurs droits en Ross. En 1394, la puissance de Buchan dans le Ross semble avoir complètement disparu et la Comtesse Euphémie peut de nouveau signer des chartes de donations du son château de Dingwall.

## Comte de Ross
Alexandre succède à sa mère dans le comté de  Ross peut être dès le second semestre de 1394. L'imprécision est liée au fait que l'on ignore la date du décès de cette dernière qui intervient entre la fin de 1394 et 1398. En novembre de cette dernière année 
il fait une donation de domaines à son parent (soit son cousin ou oncle) George Leslie de Rothes en échange de 200 merks ; il cherche apparemment à prendre le contrôle des domaines de son comté des mains de la couronne. Il contrôle la baronnie de Fitkill en Fife jusqu'en 1399, quand il la résigne
au roi Robert III) à Rothes. On connait très peu de choses de son activité de comte.

## Famille
Alexandre épouse Isabelle une fille de Robert Stuart, duc d'Albany, peu avant 1398. Ils ont une fille unique, Euphémie II de Ross, Comtesse de  Ross, qui prend le voile . Elle lègue ses immenses domaines  à Mariota la sœur de son père, mais le demi-frère de sa mère;  Jean, second fils d'Albany, issu de son second mariage, est nommé par son père comte de Buchan en 1408.

## Mort
Selon la  Cronicle of the Earls of Ross (c. 9), Alexandre Leslie, comte de Ross, meurt à  Dingwall le 8 mai 1402. Sa veuve 
se remarie avec Walter de Haliburton, 1er Lord Haliburton de Dirleton

## Sources
- (en) Stephen Boardman, The Early Stewart Kings: Robert II and Robert III, 1371-1406, (Edinburgh, 1996)
- (en) James Balfour Paul, The Scots Peerage, Vol. VII, (Edinburgh, 1910)